# 16014 Сінха
16014 Сінха (16014 Sinha) — астероїд головного поясу, відкритий 10 лютого 1999 року.
Тіссеранів параметр щодо Юпітера — 3,299.